# Linaupe Carter
Vous venez d’apposer le modèle de débat d'admissibilité.
Avant toute chose, veuillez créer la page de débat correspondante en cliquant ici.
- Une fois la page de vote initialisée, rafraîchissez cette page, et le bandeau prendra son aspect définitif.
- Si votre débat d'admissibilité est groupé (le motif et l’argumentation doivent être les mêmes), modifiez cette page pour ajouter au modèle le paramètre « cat » suivi du nom de la page de discussion de l’article pour lequel la page de débat existe déjà (ex. : cat=Discussion:Nom_de_l'autre_article). Ensuite, suivez les nouvelles instructions qui apparaissent.
- Vous pouvez également utiliser le paramètre « type » pour faciliter l’accès aux critères d’admissibilité. Exemple : {{suppression|type=mot-clé}}. Liste des mots-clés existants : fiction, musique, art visuel, fanzine, jeu de société, porno, sportif, association, enseignement, société, site web, route, nombre, (Liste complète ici).

| 1. | Créez la page de débat d'admissibilité.                                                                      | Sauvegardez d’abord la page pour l’initialiser puis indiquez votre motivation.        |
| 2. | Important : ajoutez une entrée dans la section Débat d'admissibilité du jour.                                | Utilisez ce texte : *{{L\|Linaupe Carter}}                                            |
| 3. | Pensez à informer les contributeurs principaux de la page et les projets associés lorsque cela est possible. | Utilisez ce texte : {{subst:Avertissement débat d'admissibilité\|Linaupe Carter}}~~~~ |

 ({{{date}}}).
 (février 2025).
Linaupe Carter est un photographe français basé en Normandie. Il est principalement reconnu pour ses séries photographiques explorant les "paysages humains" et pour son implication dans des projets artistiques collaboratifs. Son travail se caractérise par une approche humaniste, mettant en lumière les individus et leurs environnements à travers des portraits intimistes.

## Biographie
Diplômé de l’Université de Caen en section théâtre, Linaupe Carter entame une carrière de photographe en 1979. De 1979 à 2004, il travaille dans le secteur de la photographie et de la communication, où il développe son expertise technique et artistique.
En 1973, il rencontre Bernard Caillaud, physicien et plasticien, avec qui il fonde l’association Surface Sans Cible en 1982. Cette structure, dédiée à la création artistique et à la médiation culturelle, est présidée depuis 2017 par le réalisateur Dominique ADT. Linaupe Carter en assume la direction artistique depuis 2013. Sous son vrai nom Patrick Duchesne, il est l’auteur de plusieurs ouvrages consacrés à la photographie.
Depuis 1998, il expose régulièrement sous le pseudonyme de Linaupe Carter, présentant à la fois des expositions personnelles et collectives.
Depuis 2004, Linaupe Carter enseigne les métiers de l'industrie graphique au lycée Paul Cornu à Lisieux, transmettant sa passion et son savoir-faire aux jeunes générations. Parallèlement, il continue de diriger artistiquement l’association Surface Sans Cible, où il contribue à promouvoir des projets culturels innovants et collaboratifs.
En 2025, il crée le studio Portrait by Linaupe, dont la mission est de remettre le portrait de famille dans les maisons en organisant des week-ends photo dans différentes villes de France pour réaliser des portraits d'art.

## Projets notables
- 1998 : Paysages humains. L'une de ses séries les plus connues, intitulée Paysages Humains, examine les relations entre les personnes et leur cadre de vie. Ce projet a été exposé à plusieurs reprises, notamment à Ouistreham[2], Thaon[9]et Bayeux.
- 2000 : Collaboration avec l'association Dune. Linaupe Carter a collaboré avec l'association Dune, une structure culturelle normande, sur plusieurs projets artistiques et humanitaires[10]. Parmi ces projets figure Ukraine Images, une exposition visant à soutenir le peuple ukrainien à travers l'art. Il a également participé à des initiatives comme Œuf[11], un projet artistique explorant des thèmes universels.
- 2010 : Travail éducatif. Linaupe Carter s'implique également dans des projets éducatifs, notamment en collaborant avec des jeunes de l'EREA[12](Établissement Régional d'Enseignement Adapté) de Caen. Ces collaborations permettent aux participants de s'initier à la photographie et de participer à des créations artistiques collectives.
- 2012 : Exposition Holodomor. En 2015, Linaupe Carter a participé à des événements commémoratifs du Holodomor[13],[14], une exposition collective mettant en lumière des œuvres inspirées par des thèmes historiques et sociaux à Caen.
- 2022 : Engagement pour l'Ukraine. Linaupe Carter s'est impliqué dans des initiatives de solidarité envers l'Ukraine. En 2022, il a participé à l'exposition STOP[15]à Bayeux, où des œuvres d'artistes ont été vendues au profit du peuple ukrainien.
- 2025 : Millénaire de Caen. Dans le cadre des célébrations du millénaire de la ville de Caen, Linaupe Carter a participé à un projet collectif intitulé Mille Portraits pour un Millénaire[8],[16],[17]. Ce projet visait à photographier mille habitants de Caen, créant ainsi une mosaïque humaine représentative de la diversité de la population locale. Les portraits ont été exposés dans divers lieux publics, attirant l'attention des médias et du public.